# (4762) Добрыня
(4762) Добрыня (лат. Dobrynya) — типичный астероид главного пояса, открыт 16 сентября 1982 года советским астрономом Людмилой Черных в Крымской астрофизической обсерватории и 26 февраля 1994 года назван в честь Добрыни Никитича.

## Обнаружение и именование
(4762) Добрыня
Открыт 16 сентября 1982 года в Научном Л. И. Черных.
Назван в честь русского эпического героя Добрыни Никитича.
Оригинальный текст (англ.)4762 Dobrynya
Discovered 1982-09-16 by Chernykh, L. I. at Nauchnyj.
Named for the Russian epic hero Dobrynya Nikitich.
Источники: DISCOVERY.DB; M.P.C. 23137.

## Орбита

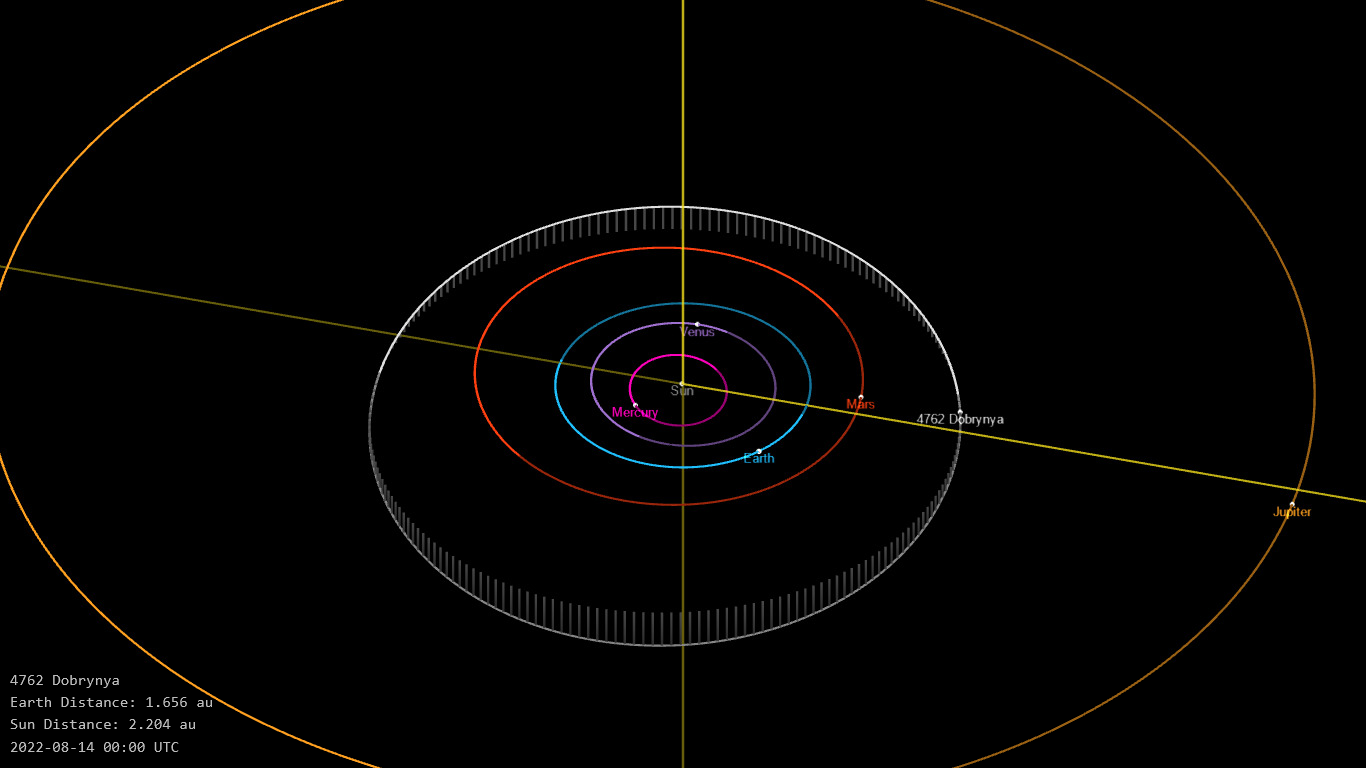
Орбита астероида Добрыня и его положение в Солнечной системе

## Физические характеристики
Из наблюдений телескопа VISTA следует, что астероид относится к таксономическому классу S.
По результатам наблюдений в видимом и ближнем инфракрасном диапазоне космического телескопа NEOWISE диаметр астероида оценивался равным 5,91±1,26 км. Согласно тому же источнику альбедо оценивается как 0,21±0,10.